# 胡安 (中土大陸)
胡安（Huan），是英國作家約翰·羅納德·瑞爾·托爾金（J.R.R. Tolkien）的史詩式奇幻小說《精靈寶鑽》中的虛構角色。
牠是維林諾（Valinor）的神犬，參與過貝倫與露西安奪回精靈寶鑽（Silmaril）的任務。最終在與惡狼卡黑洛斯（Carcharoth）的搏鬥中同歸於盡。

## 名字
胡安（Huan）一名取自於辛達林語（Sindarin），解作「大狗」great dog、「獵犬」hound。
牠亦被稱為「維林諾的神犬」（Hound of Valinor），因為牠曾屬於維拉歐羅米（Oromë）擁有，並住過在維林諾。

## 總覽
胡安的本質（Nature）沒有在《精靈寶鑽》中述明。牠可能是一位邁雅，或是如同曼威的巨鷹一樣，都是附靈的奇爾瓦（Kelvar）。若胡安是有靈附身的奇爾瓦，那麼牠的出生日期大概是在精靈甦醒（Awakening of the Elves）左右，抑或牠只是一隻被維拉賜予力量及教懂說話的動物。
胡安是一頭巨大的獵犬，身形和一隻小馬相當。牠擁有維拉賦予的一些特殊力量，可以說話，但只限三次；視力與嗅覺靈敏至沒有事件可以避過牠，也沒有法術咒語可以困著牠，更不須要休息與睡眠。除了上面的能力外，胡安也能夠聽懂所有發出聲音的動物的語言，包括人類在內。胡安強悍至魔苟斯（Morgoth）也畏懼牠，亦能戰勝身為邁雅的索倫（Sauron）。不過因為牠選擇跟隨諾多族流亡，因此牠命定要死，預言說牠將會被有史以來最巨大的狼所殺。

## 生平

### 早年
胡安在不明時間出生，若牠是邁雅則生於埃努的大樂章（Ainulindalë）以前；若牠是附靈的奇爾瓦的話，牠就是生於精靈甦醒的約莫相同時間。
牠應該是生於阿門洲（Aman），屬於維拉歐羅米所有。後來他將胡安賜給著名的獵人、費諾三子凱勒鞏（Celegorm），凱勒鞏常常攜帶胡安一起狩獵。維林諾黑暗後，諾多族（Noldor）受費諾煽動而決定向魔苟斯發動報復戰爭，於是牠跟隨了主人出發前往中土大陸。牠可能參與了澳闊隆迪（Alqualondë）的親族殘殺與諾多族第一次對抗魔苟斯的戰役努因吉利雅斯戰役（Dagor-nu-giliath）。
諾多族登陸中土後，魔苟斯聽到遠處傳來胡安的吠叫聲，知道牠會參戰，害怕牠會直闖至安格班（Angband）深處，又想起了牠的命運，故此培育了巨狼、胡安的命運宿敵卡黑洛斯守門。

### 奪回精靈寶鑽
胡安大概隨著凱勒鞏居於他的統治地海姆拉德（Himlad）。班戈拉赫戰役（Dagor Bragollach）後，凱勒鞏潰逃至納國斯隆德，胡安跟隨了他。在納國斯隆德（Nargothrond），貝倫請求國王芬羅德（Finrod）幫助他奪取寶鑽，凱勒鞏與庫路芬（Curufin）欲見芬羅德遇害以篡奪王位，故此不伸出援手。
芬羅德一行人在堝惑斯島（Tol-in-Gaurhoth）被俘，此刻凱勒鞏進入荒野想打聽芬羅德的消息，帶著胡安以備遇到索倫旗下的狼人攻擊。露西安（Lúthien）恰巧路過想去拯救貝倫，胡安嗅到她的氣息，將她引到凱勒鞏面前。凱勒鞏和庫路芬欲借敵手去除芬羅德，於是他們假意協助，實把露西安騙到納國斯隆德軟禁起來，想將她配給凱勒鞏為妻，與埃盧·庭葛（Elu Thingol）結成姻親，增加費諾眾子的力量。
胡安同情露西安，經常守候著她的房門。露西安自第一次見面就喜愛胡安，對牠傾吐關於貝倫（Beren）的事。一晚，胡安帶著露西安有魔力的外袍來到，第一次開口說話，將逃走辦法透露給露西安，並與她一起到堝惑斯島營救貝倫。胡安帶著露西安從密道離開，讓她騎在自己身上，直奔堝惑斯島。索倫打算活捉露西安上獻予魔苟斯，於是派野狼去抓住她。胡安接連殺死來到的巨狼，更殺了最古老且最可怕的巨狼卓古路因（Draugluin）。瀕死的卓古路因告知索倫胡安的到來，索倫知曉胡安的命運，欲把牠置於死地，變成了世上有史以來最大的一隻狼出戰。
胡安閃過索倫的攻擊，索倫轉向攻擊露西安，露西安一陣昏暈下揮袍蓋過索倫的眼睛，索倫被魔袍影響而昏昏欲睡，於是胡安一躍壓制著索倫，展開了一場大戰。索倫用盡任何方法，變形、妖術、尖牙毒液都不能掙脫胡安，被對方一口咬住了咽喉而被完全制服。露西安讓索倫放棄堝惑斯島，而保留他的肉身，索倫接受並逃離了堝惑斯島。露西安解放了這座島嶼，釋放囚禁在此的精靈，也與貝倫重圓，而胡安隨即返回主人那處。
回到納國斯隆德的精靈頌揚露西安的行徑，凱勒鞏二人的陰謀揭露，被新國王歐洛隹斯（Orodreth）驅逐。忠心不再的胡安依然跟隨著主人，在前往海姆瑞恩（Himring）途中遭遇貝倫及露西安。凱勒鞏欲刺殺貝倫，但胡安倒戈，嚇退了他和他的馬匹。庫路芬被繳械了，連胡安也摒棄牠的主人，二人唯有在羞辱下離開。庫路芬臨走前還放箭想射殺露西安，胡安接住其中一枝箭矢，並追趕費諾的兒子，嚇得他們一路死命逃跑。胡安回來時帶草藥治療貝倫的箭傷，貝倫康復後又一次單獨離開，繼續完成他的任務。
露西安懇求胡安帶她去找貝倫，在浮陰森林（Taur-nu-Fuin）追上了他。胡安第二次開口，勸說貝倫應該讓露西安與他一起面對命運。牠帶來了巨狼卓古路因及吸血鬼瑟林威西（Thuringwethil）的外皮，讓他們假扮成巨狼及吸血鬼進入安格班，並請求牠的鳥獸朋友去協助貝倫二人。寶鑽光復，但貝倫卻身中劇毒。不過幸好巨鷹及時救走他們，把他們帶到胡安身邊，牠幫助露西安照料受毒創的貝倫，然後陪同他們回到多瑞亞斯（Doriath）。

### 命運終結
安格班之旅完結了，但奪回寶鑽任務尚未完成，卡黑洛斯不但吞噬了貝倫的手掌，更吞下了一枚精靈寶鑽。在寶鑽的灼燒逼迫下，卡黑洛斯四處瘋狂破壞，攻入了多瑞亞斯境內。胡安、貝倫、庭葛與大將畢烈格（Beleg）和馬伯龍（Mablung）離開明霓國斯（Menegroth），要獵殺那頭黑狼。
胡安主動攻擊對方，卡黑洛斯閃躲了這下攻擊，並襲擊貝倫至重傷。胡安朝惡狼撲擊，牠們翻滾在地上激烈搏鬥，在瀑布前決一死戰，最後胡安先殺了對方。可是胡安所受的傷，以及惡狼體內暗潛的劇毒也使牠命不久矣。胡安最後一次說話，向貝倫永別，然後離世，完成命定的預言。

## 資源來源
1. ↑  《中土世界的歷史》 Vol.11《珠寶之戰》 "The Grey Annals"
2. ↑  《中土世界的歷史》 Vol.5《失落之路》 "The Etymologies"
3. ↑  《中土世界的歷史》 Vol.12《中土世界的民族》 "Myths Transformed"：「many of the Maiar robed themselves like other lesser living things, as trees, flowers, beasts. (Huan.)」
4. ↑  《精靈寶鑽》 2002年 聯經初版翻譯 第二章《奧力和雅凡娜》：「（伊露維塔說）看啊！當我的兒女甦醒時，雅凡娜的想法也會同時甦醒，它將從遠方召來許多的靈，他們將在奇爾瓦與歐瓦當中出沒...」奇爾瓦（Kelvar）解作動物，歐瓦（Olvar）則有「樹木」的意思。
5. ↑  《中土世界的歷史》 Vol.12《中土世界的民族》 "Myths Transformed"：「The same sort of thing may be said of Huan and the Eagles: they were taught language by the Valar, and raised to a higher level.」
6. 1 2 3 4 5 6 7 8  《精靈寶鑽》 2002年 聯經初版翻譯 第十九章《貝倫與露西安》
7. ↑  瑟林威西的本質與胡安、昂哥立安等同樣是不明。但從瑟林威西能夠自由轉換成蝙蝠與吸血鬼的模樣（甚至可能可以變成女人的形象，因為其名字意思是「幽密陰森的女人」Woman of Secret Shadow），並且是索倫的搭檔來推斷，她極可能是一位墮落邁雅。